# Przeznaczenie: Saga Winx
Przeznaczenie: Saga Winx (ang. Fate: The Winx Saga) – serial telewizyjny wyprodukowany przez Archery Pictures we współpracy z Rainbow S.p.A. Fabuła serialu jest oparta na animowanej produkcji studia Rainbow, Klub Winx. 
Premiera serii odbyła się 22 stycznia 2021, a 18 lutego tego samego roku potwierdzono przedłużenie serialu o drugi sezon.
1 listopada 2022 Netflix ogłosił, że produkcja serialu zostaje zakończona po drugim sezonie.

## Fabuła
Pięć wróżek uczęszcza do szkoły z internatem zwanej Alfea, gdzie uczą się jak właściwie korzystać ze swoich magicznych mocy. Każdego dnia zmagają się z nowymi wyzwaniami, nie tylko emocjonalnymi ale także takimi, które zagrażają ich życiu.

## Obsada
- Abigail Cowen jako Bloom[7][2][8][9]
- Hannah van der Westhuysen jako Stella[7][9]
- Precious Mustapha jako Aisha[7][9]
- Eliot Salt jako Terra[7][9]
- Elisha Applebaum jako Musa[7][9]
- Paulina Chávez jako Flora[7][9]
- Sadie Soverall jako Beatrix[7][9]
- Freddie Thorp jako Riven[7][9]
- Danny Griffin jako Sky[7][9]
- Theo Graham jako Dane[7][9]
- Jacob Dudman jako Sam[7][9]
- Kate Fleetwood jako królowa Luna[9]

W pozostałych rolach obsadzeni zostali: Eve Best (dyrektorka Dowling), Robert James-Collier (Silva), Josh Cowdery, Alex Macqueen, Eva Birthistle oraz Leah Minto (Kat).

### Wersja polska
Źródło:
- Marta Czarkowska jako Bloom
- Zuzanna Galia jako Stella
- Marta Markowicz-Dziarkowska jako Aisha
- Agnieszka Kudelska jako Musa
- Lidia Sadowa jako Terra
- Damian Kulec jako Sky
- Mateusz Weber jako Riven
- Krzysztof Szczepaniak jako Sam
- Katarzyna Kozak jako dyrektorka Dowling
- Modest Ruciński jako Silva
- Jędrzej Hycnar jako Dane
- Justyna Kowalska jako Beatrix
- Wojciech Chorąży jako Mike
- Anna Wodzyńska jako Vanessa
- Anna Gajewska jako królowa Luna
- Jacek Król jako Harvey
- Brygida Turowska jako Rosalind

W pozostałych rolach: Jan Aleksandrowicz-Krasko, Aleksandra Nowicka, Aleksandra Kowalicka, Julia Kołakowska-Bytner, Magdalena Herman-Urbańska, Mateusz Narloch, Patryk Czerniejewski, Piotr Napierała, Klaudiusz Kaufmann oraz Krzysztof Nowik.

## Lista odcinków

### Pierwsza seria
| Nr | # | Tytuł                      | Polski tytuł       | Reżyseria          | Scenariusz                  | Premiera         | Premiera w Polsce |
| -- | - | -------------------------- | ------------------ | ------------------ | --------------------------- | ---------------- | ----------------- |
| 1  | 1 | To the Waters and the Wild | W głębi lasu       | Lisa James Larsson | Brian Young                 | 22 stycznia 2021 | 22 stycznia 2021  |
| 2  | 2 | No Strangers Here          | Nie ma tu obcych   | Lisa James Larsson | Speed Weed                  | 22 stycznia 2021 | 22 stycznia 2021  |
| 3  | 3 | Heavy Mortal Hopes         | Wielkie nadzieje   | Hannah Quinn       | Victoria Bata               | 22 stycznia 2021 | 22 stycznia 2021  |
| 4  | 4 | Some Wrecked Angel         | Uważaj, komu ufasz | Hannah Quinn       | Niceole R. Levy             | 22 stycznia 2021 | 22 stycznia 2021  |
| 5  | 5 | Wither Into the Truth      | Pragnienie prawdy  | Stephen Woolfenden | Victoria Bata, Sarah Hooper | 22 stycznia 2021 | 22 stycznia 2021  |
| 6  | 6 | A Fanatic Heart            | Opętane serce      | Stephen Woolfenden | Brian Young                 | 22 stycznia 2021 | 22 stycznia 2021  |

### Druga seria
| Nr | #  | Tytuł                                | Polski tytuł                      | Reżyseria         | Scenariusz           | Premiera         | Premiera w Polsce |
| -- | -- | ------------------------------------ | --------------------------------- | ----------------- | -------------------- | ---------------- | ----------------- |
| 1  | 7  | Low-Flying Panic Attack              | Atak paniki                       | Ed Bazalgette     | Brian Young          | 16 września 2022 | 16 września 2022  |
| 2  | 8  | Taken by the Wind                    | Na skrzydłach wiatru              | Ed Bazalgette     | Victoria Bata        | 16 września 2022 | 16 września 2022  |
| 3  | 9  | Your Newfound Popularity             | Twoja nowo odkryta popularność    | Sallie Aprahamian | Amanda Rosenberg     | 16 września 2022 | 16 września 2022  |
| 4  | 10 | An Hour Before the Devil Fell        | Chwilę przed upadkiem szatana     | Ed Bazalgette     | Talia Gonzalez       | 16 września 2022 | 16 września 2022  |
| 5  | 11 | Are You a Good Witch or a Bad Witch? | Czy jesteś dobrą czy złą wiedźmą? | Sallie Aprahamian | Vanessa James Benton | 16 września 2022 | 16 września 2022  |
| 6  | 12 | Poor Unfortunate Souls               | Esencja życia                     | David Moore       | Shaina Fewell        | 16 września 2022 | 16 września 2022  |
| 7  | 13 | All the Wild Witches                 | Przeciwko wiedźmom                | David Moore       | Gregory Locklear     | 16 września 2022 | 16 września 2022  |

## Produkcja
Już w 2011 roku w wywiadzie dla Screen International, Iginio Straffi wspomniał, że chciałby żeby seria Klub Winx została zaadaptowana w formie filmu live action.
W marcu 2018 roku ogłoszono powstawanie adaptacji serialu w formie serii live action na zlecenie platformy Netflix. Powstaniem adaptacji zajmuje się firma Rainbow Group we współpracy z Archery Pictures. Seria ma składać się z sześciu odcinków. Showrunnerem serii jest Brian Young, który pracował wcześniej przy serii Pamiętniki wampirów; jest on także producentem wykonawczym serialu, razem z Judy Counihan, Krisem Thykierem oraz Iginio Straffim. Reżyserią serii zajęli się Hannah Quinn i Lisa James Larsson.
Produkcję serii rozpoczęto w sierpniu 2019 roku. W tym samym miesiącu zorganizowano casting poszukując młodych ludzi do zagrania ról nastolatków w serialu.
Zdjęcia do serialu nakręcono w mieście Wicklow w Irlandii; od września 2019 roku wykonywano je także w znajdującym się w tym mieście Ardmore Studios, w którym wcześniej nakręcono także zdjęcia do serialu Wikingowie. 
Zdjęcia zakończono w grudniu 2019.

## Odbiór
Seria Przeznaczenie: Saga Winx w serwisie Rotten Tomatoes otrzymała od krytyków 35% świeżości na podstawie 17 recenzji. Podsumowanie recenzji w serwisie określa serię jako „bez żadnej głębi, marną i niezapadającą w pamięć”, która jest „baśniową klapą, której nie udaje się uchwycić magii, która obecna jest w materiale źródłowym”.
Seria była krytykowana także za decyzję obsadzenia Applebaum w roli Musy, której projekt postaci w materiale źródłowym był inspirowany i opierał się na wschodnioazjatyckiej aktorce Lucy Liu, a także oczywiste zastąpienie postaci Flory, której projekt postaci opierał się na latynoskiej aktorce i piosenkarce Jennifer Lopez, nową postacią, Terrą, o innym pochodzeniu etnicznym, a także pominięcie jednej z głównych postaci – Tecny.
Widzowie odebrali serię bardziej pozytywnie, w serwisie Rotten Tomatoes otrzymała ona od widzów 77% świeżości na podstawie 1522 recenzji.

## Powiązane media
2 lutego 2021 roku wydana została powieść zatytułowana The Fairies' Path, będąca adaptacją fabuły pierwszej serii serialu. Dodatkowo zawiera dodatkowe sceny i szczegóły z przeszłości bohaterek. Adaptacja ta została napisana przez Avę Corrigan.